# Tvarditsa (obchtina)
Tvarditsa (bulgare : Твърдица) est une obchtina de l'oblast de Sliven en Bulgarie.